# Critèrium Internacional de Blida
El Critèrium Internacional de Blida és una competició ciclista d'un dia que es disputa als voltants de Blida (Algèria). La primera edició data del 2014 ja formant part de l'UCI Àfrica Tour, amb una categoria 1.2.

## Palmarès
| Any  | Vencedor             | Segon               | Tercer              |
| ---- | -------------------- | ------------------- | ------------------- |
| 2014 | Marco Amicabile      | Mekseb Debesay      | Yonas Tekeste Haile |
| 2015 | Abdelbasset Hannachi | Mekseb Debesay      | Nassim Saidi        |
| 2016 | Nassim Saidi         | Jesús Alberto Rubio | Tesfom Okubamariam  |